# RS-332
Pour les articles homonymes, voir Route 332.
La RS-332 est une route locale des Centre-Est, Nord-Est et Nord-Ouest de l'État du Rio Grande do Sul reliant la RS-129, à partir de la municipalité d'Encantado, à la commune de Não-Me-Toque. Elle dessert les villes d'Encantado, Doutor Ricardo, Anta Gorda, Ilópolis, Arvorezinha, Soledade, Espumoso, Tapera, Lagoa dos Três Cantos et Não-Me-Toque. Elle est longue de 175,960 km.